# Sankt Botvids pilgrimsled

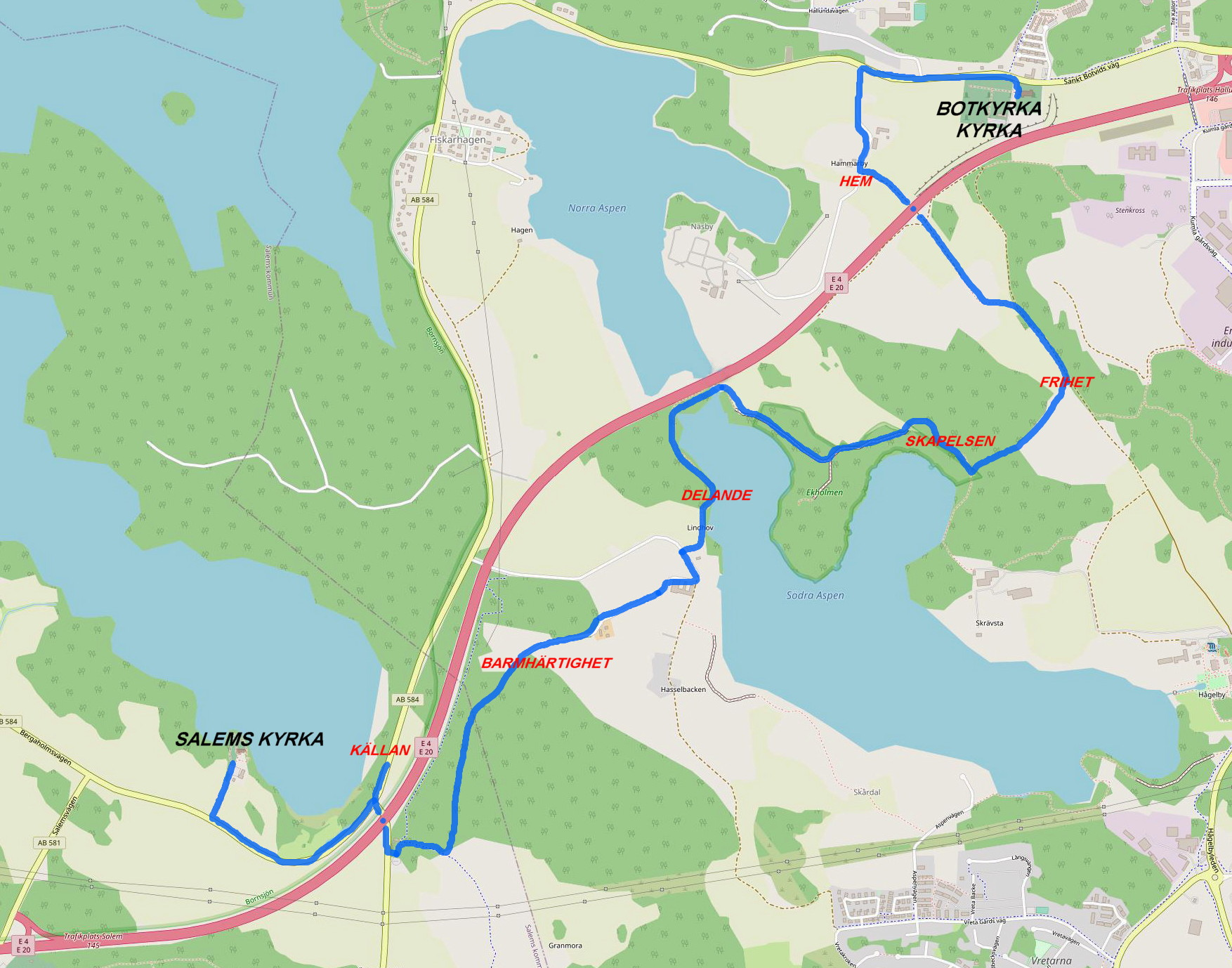
Sankt Botvids pilgrimsled, karta.

Sankt Botvids pilgrimsled är en 7,5 kilometer lång pilgrimsled som sträcker sig mellan Salems kyrka i Salems kommun och Botkyrka kyrka i Botkyrka kommun, båda i Stockholms län. Leden invigdes 2017.

## Beskrivning

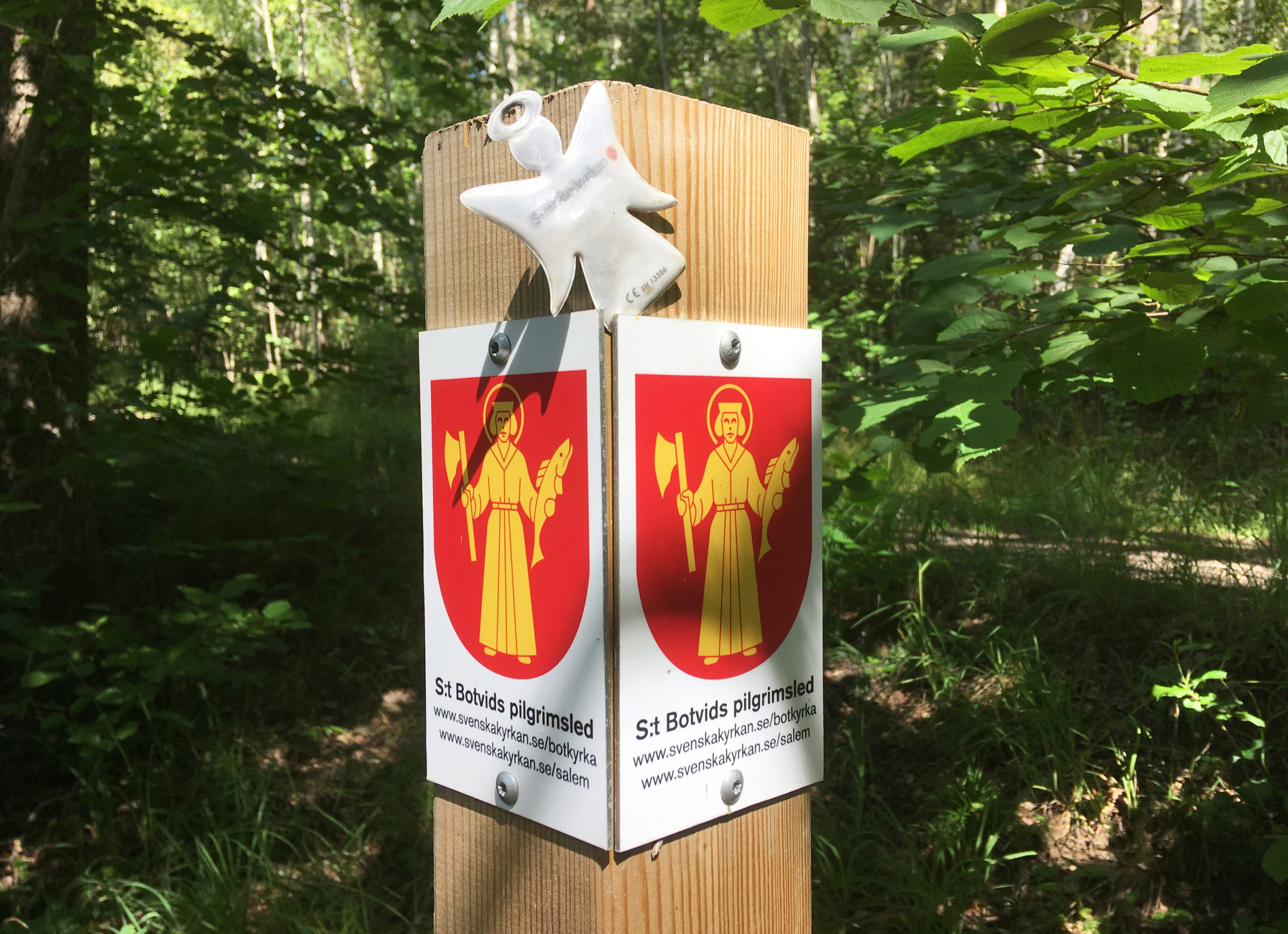
Skyltning.

Leden är uppkallad efter den helige Sankt Botvid vars kvarlevor finns i Botkyrka kyrka. Pilgrimsleden anlades 2016 och går på äldre bruksvägar och stigar. Ledens norra del är på en kort sträcka gemensam med Hågelby kyrkväg, och det mellersta avsnittet går delvis på spänger och är gemensam med Aspens naturstig som sträcker sig runt hela sjön Aspen. 
Den officiella invigningen skedde den 9 september 2017 då 80 personer vandrade mellan Salems och Botkyrkas kyrkor, bland dem Johan Dalman, biskop i Strängnäs stift och Eva Brunne, biskop i Stockholms stift. Leden är markerad med skyltar visande Sankt Botvid med fisk och yxa i händerna. Längs vägen finns sex stationer, så kallade meditationsplatser, kallade ”Hem”, ”Frihet”, ”Skapelsen”, ”Delande”, ”Barmhärtighet” och ”Källan”. 
Meditationsplatsen ”Hem” ligger nära Hammarby prästgård där enligt legenden Sankt Botvid växte upp. Meditationsplatsen ”Källan” ligger vid Bornsjön och Sankt Botvids källa, där en källa sprang fram när kvarlevorna efter Sankt Botvid år 1120 bars i procession från Salems kyrka till Botkyrka kyrka. Pilgrimsleden symboliserar även denna Botvids sista färd (leden är dock inte historisk; den följer bara delvis den historiska färdvägen mellan Salem och Botkyrka som under medeltiden benämndes Göta landsväg). Det finns en psalm, en bön och några reflektionstankar för varje station. För den som vill göra vandringen på egen hand finns guider att hämta utanför Botkyrkas och Salems kyrkor.

## Sevärdheter efter leden

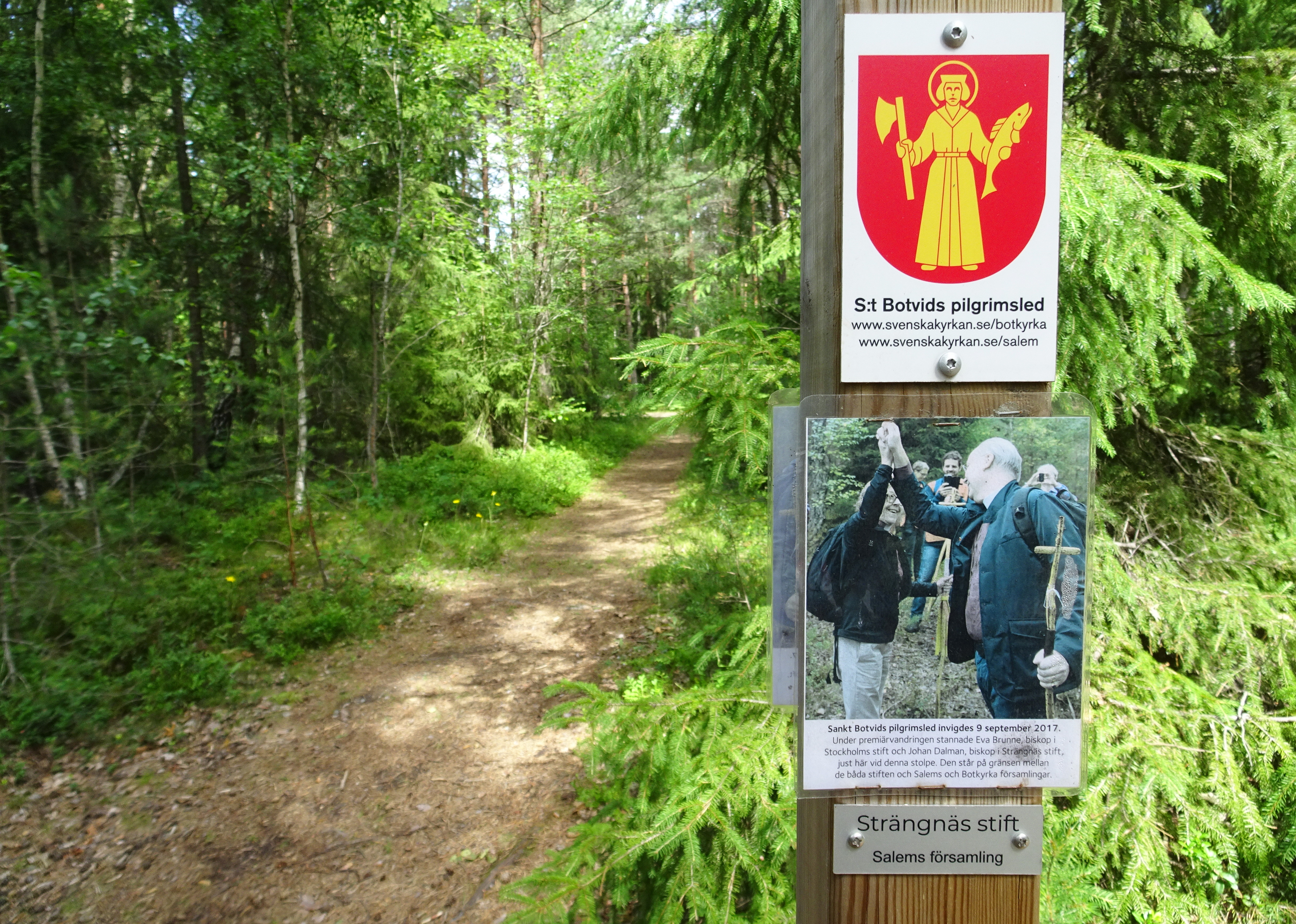
Gränsmarkering mellan Strängnäs och Stockholms stift med bild från invigningen.

Från väster till öster:
- Salems kyrka
- Sankt Botvids källa
- Nedre Söderby
- Söderby fornminnesområde
- Lindhovs gård
- Ekholmens naturreservat
- Hammarby prästgård
- Botkyrka kyrka

## Bilder

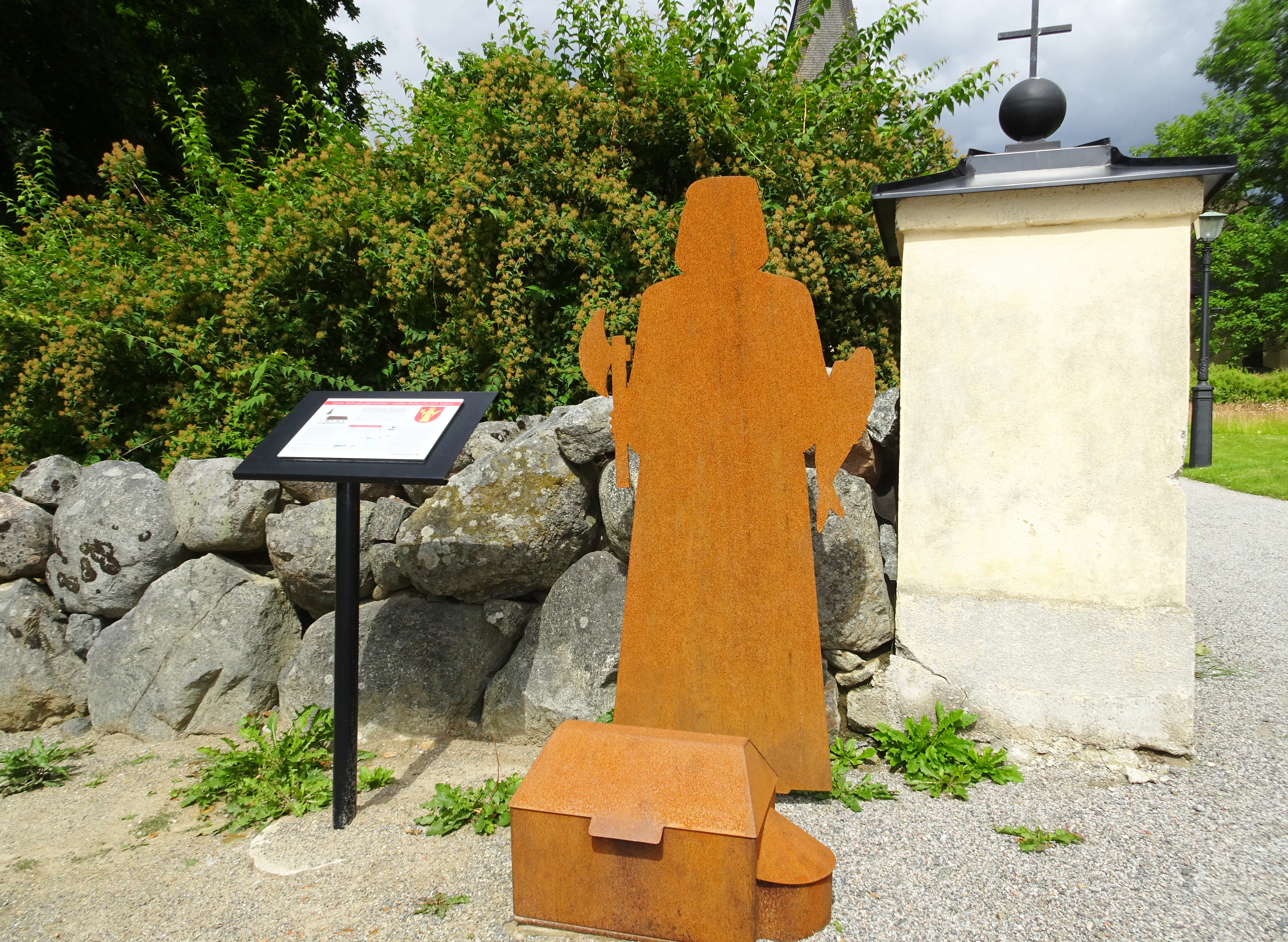
Karta och information vid Salems kyrka.
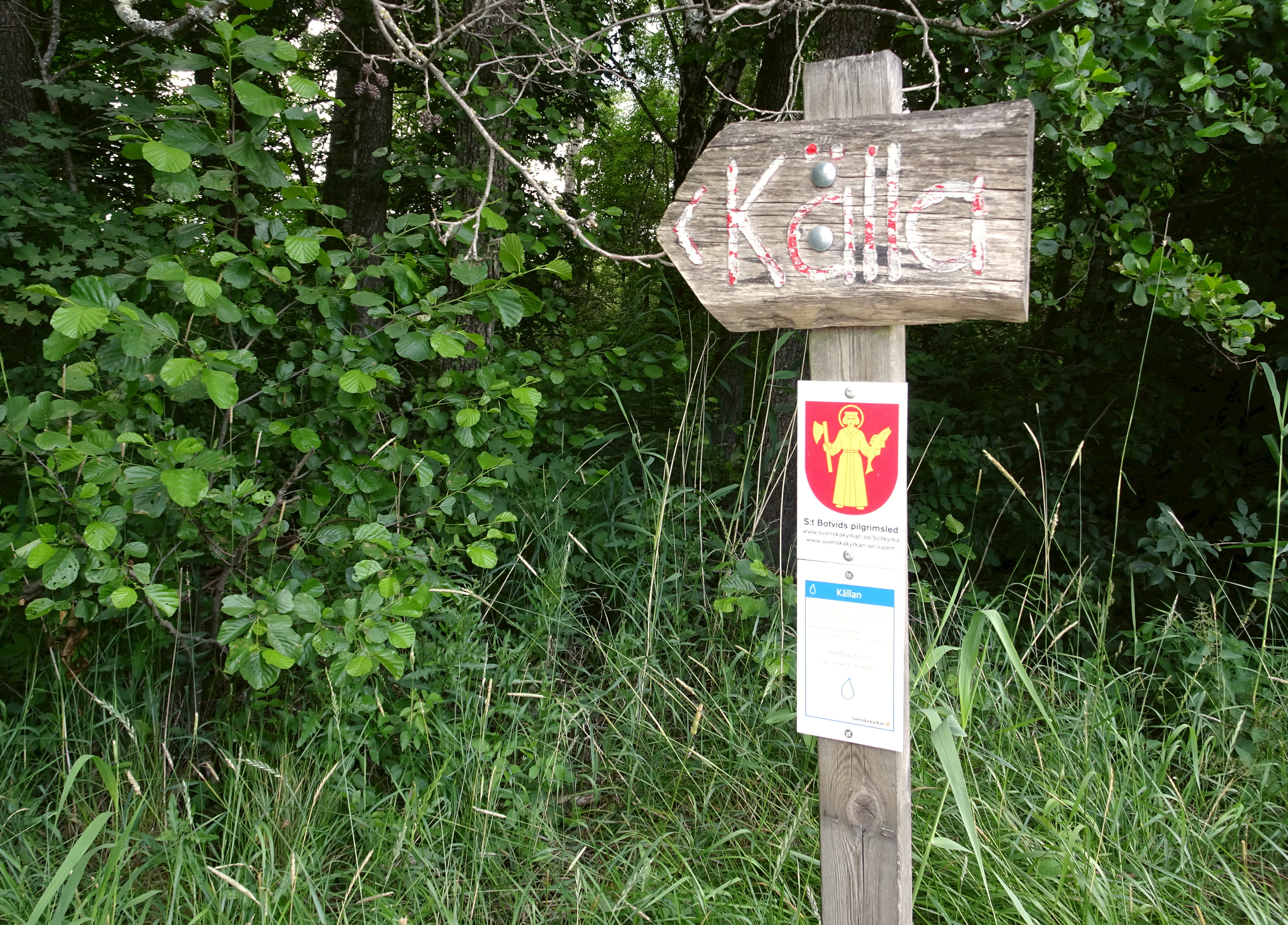
Meditationsplats "Källan" vid Sankt Botvids källa.
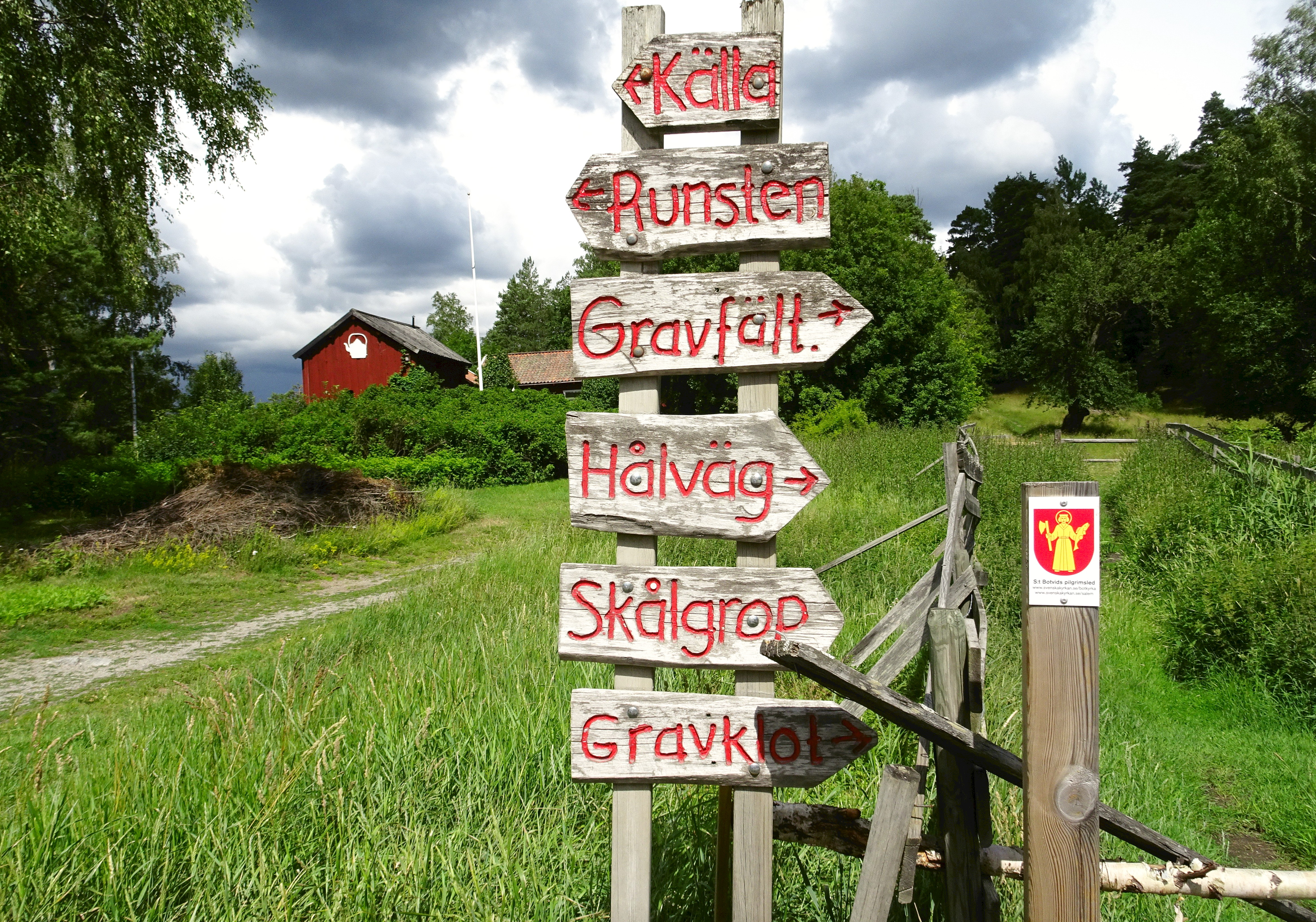
Vid Nedre Söderby.
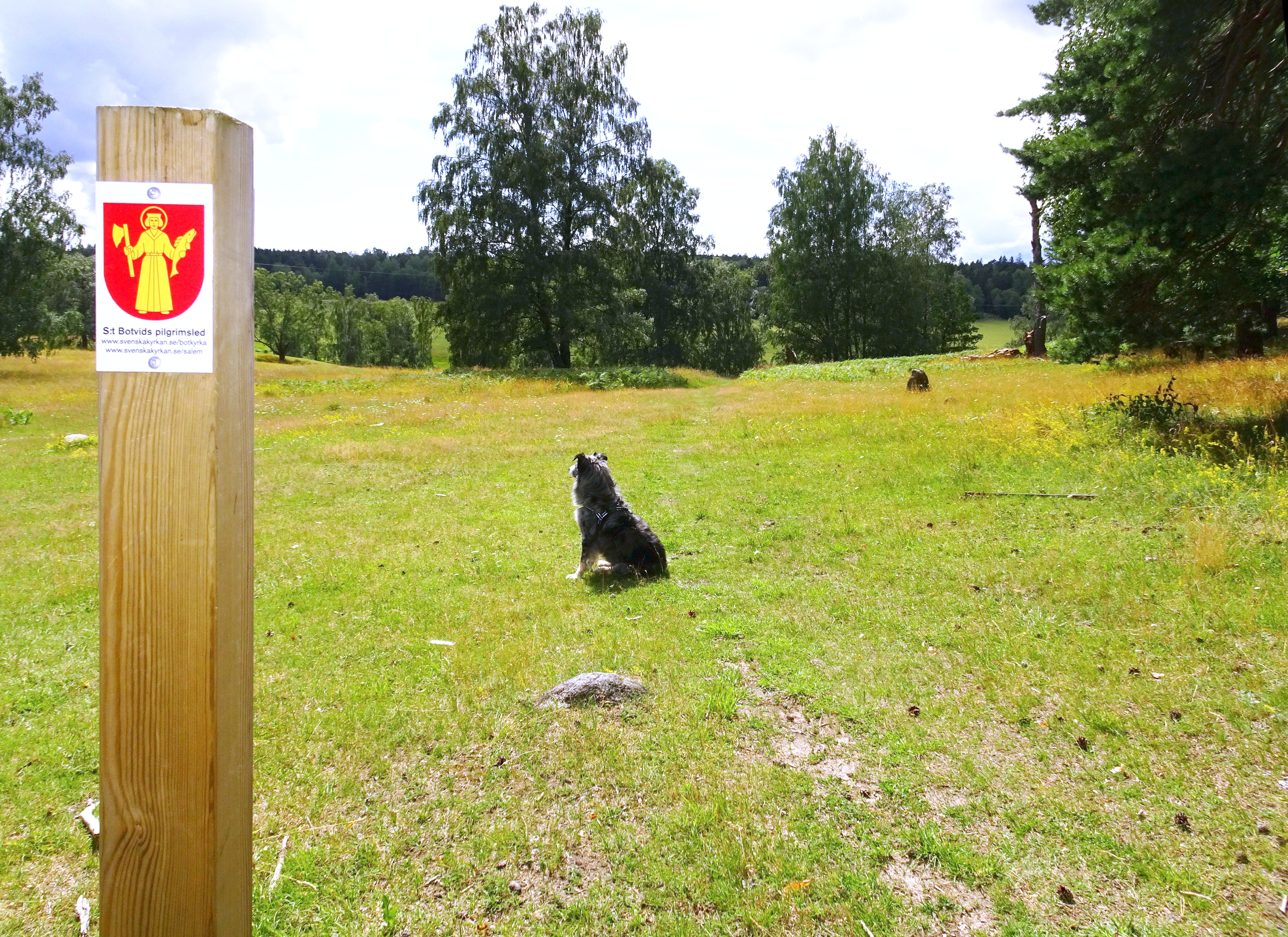
Vid Söderby fornminnesområde.
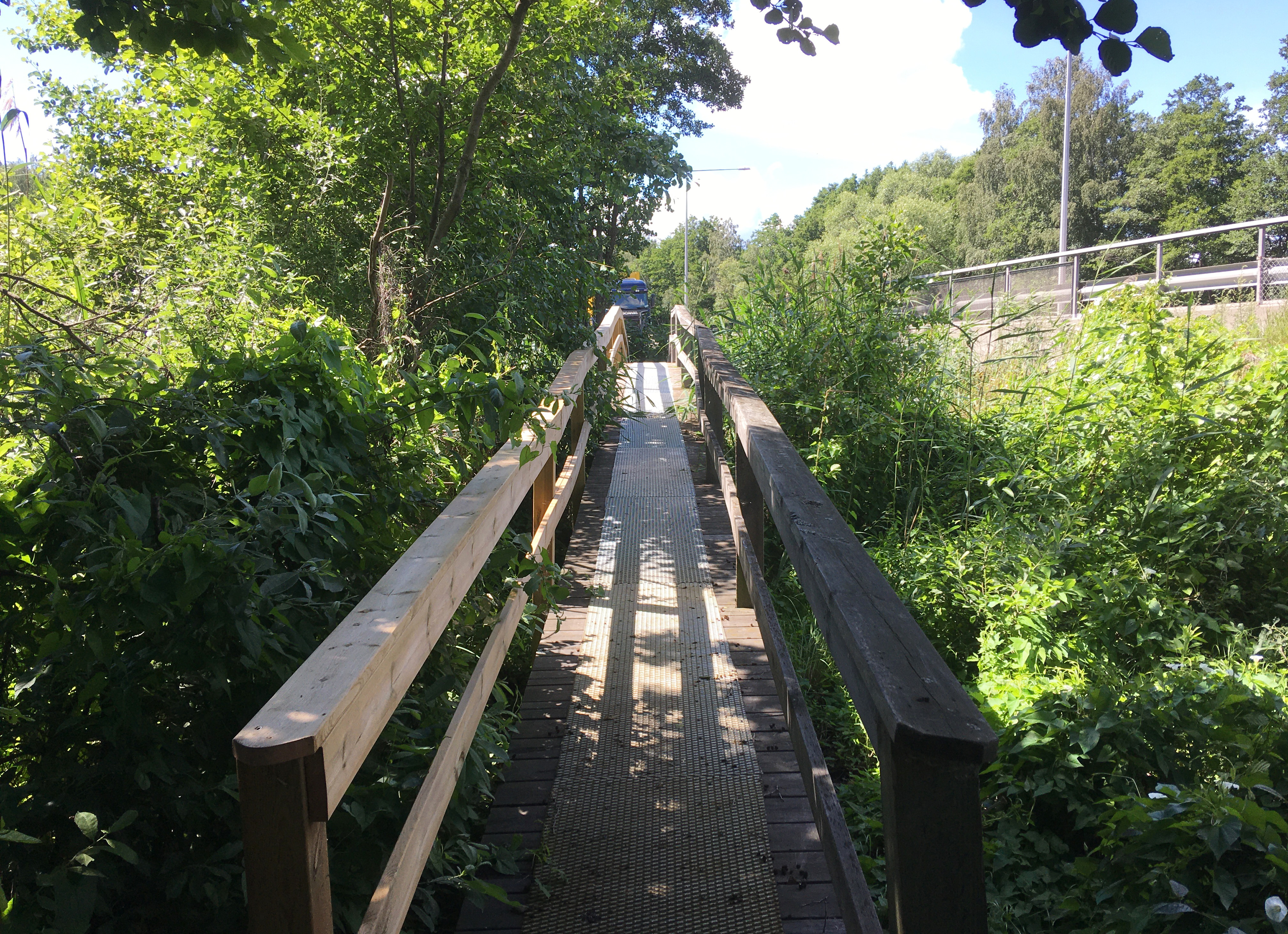
Gångbro mellan norra och södra Aspen.

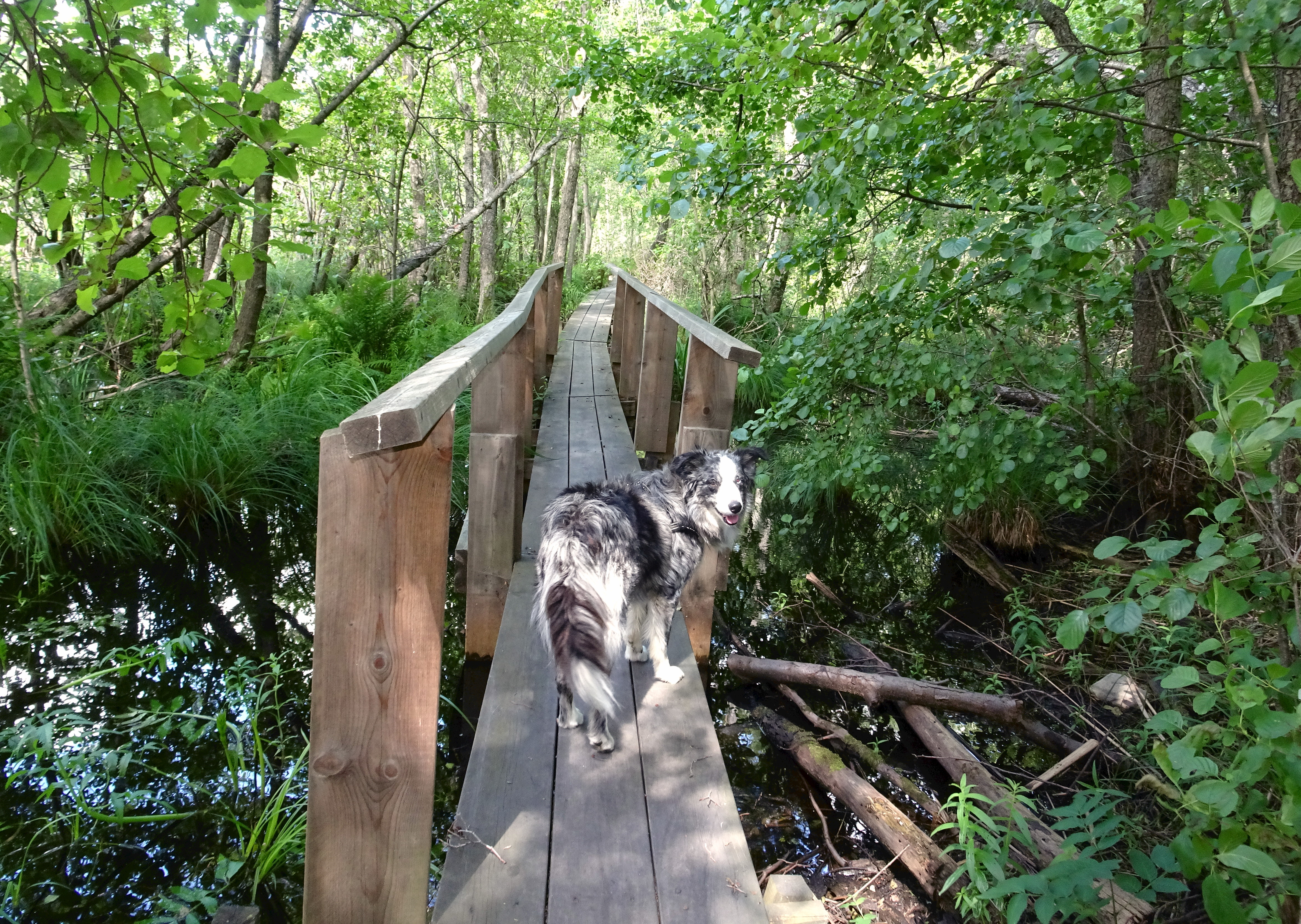
På spång vid sjön Aspen.
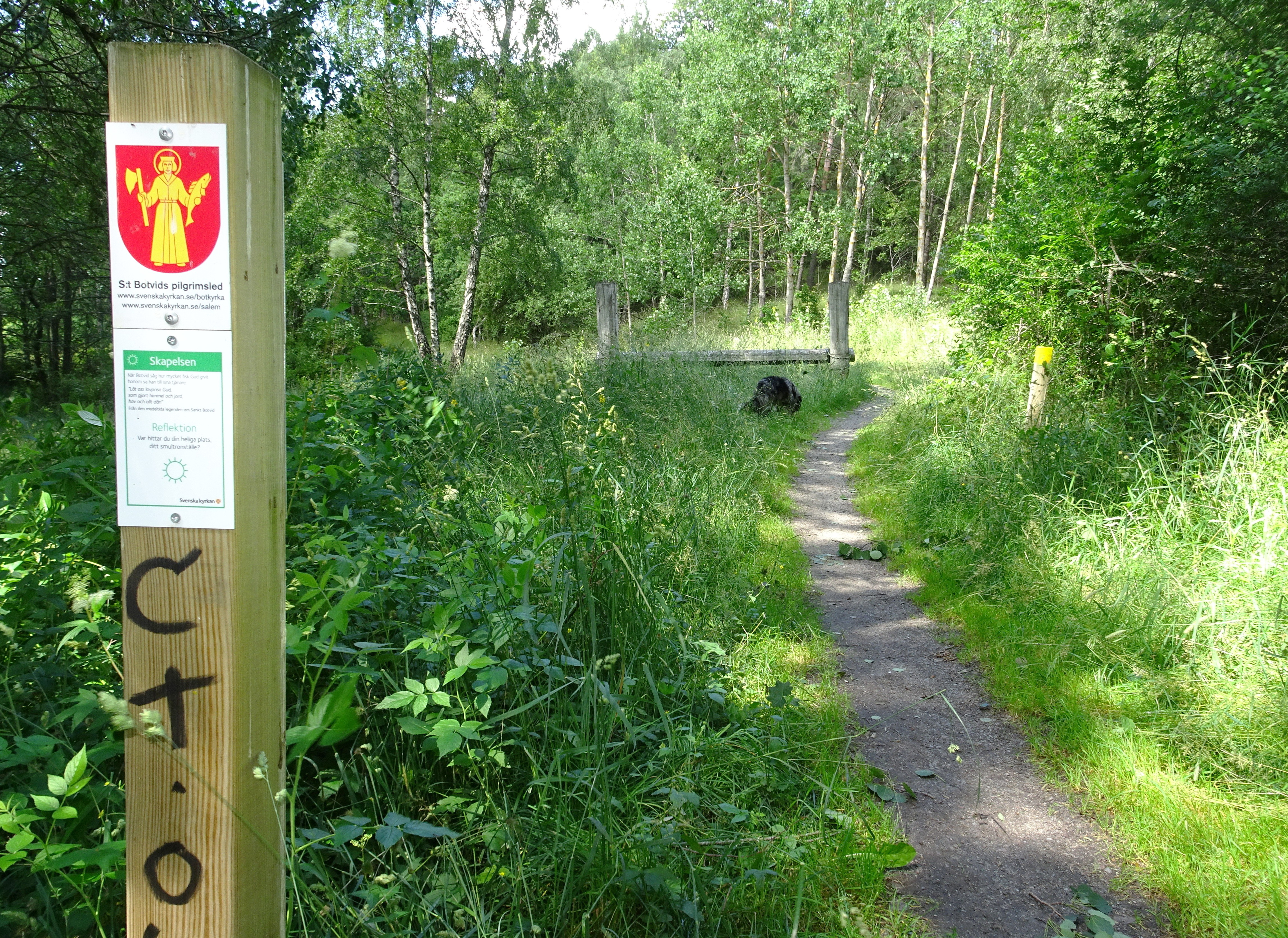
Meditationsplats "Skapelsen".
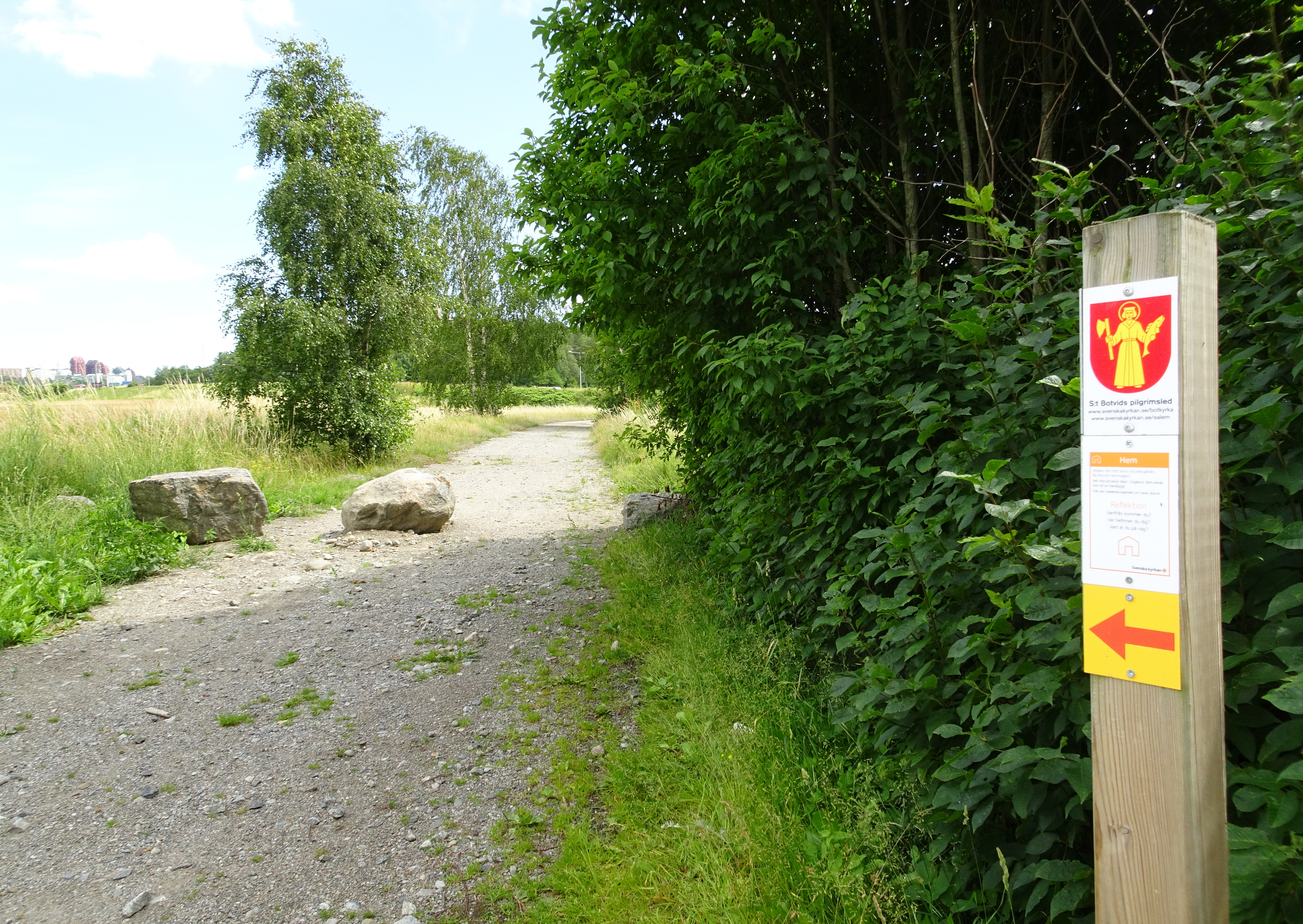
Meditationsplats "Hem".
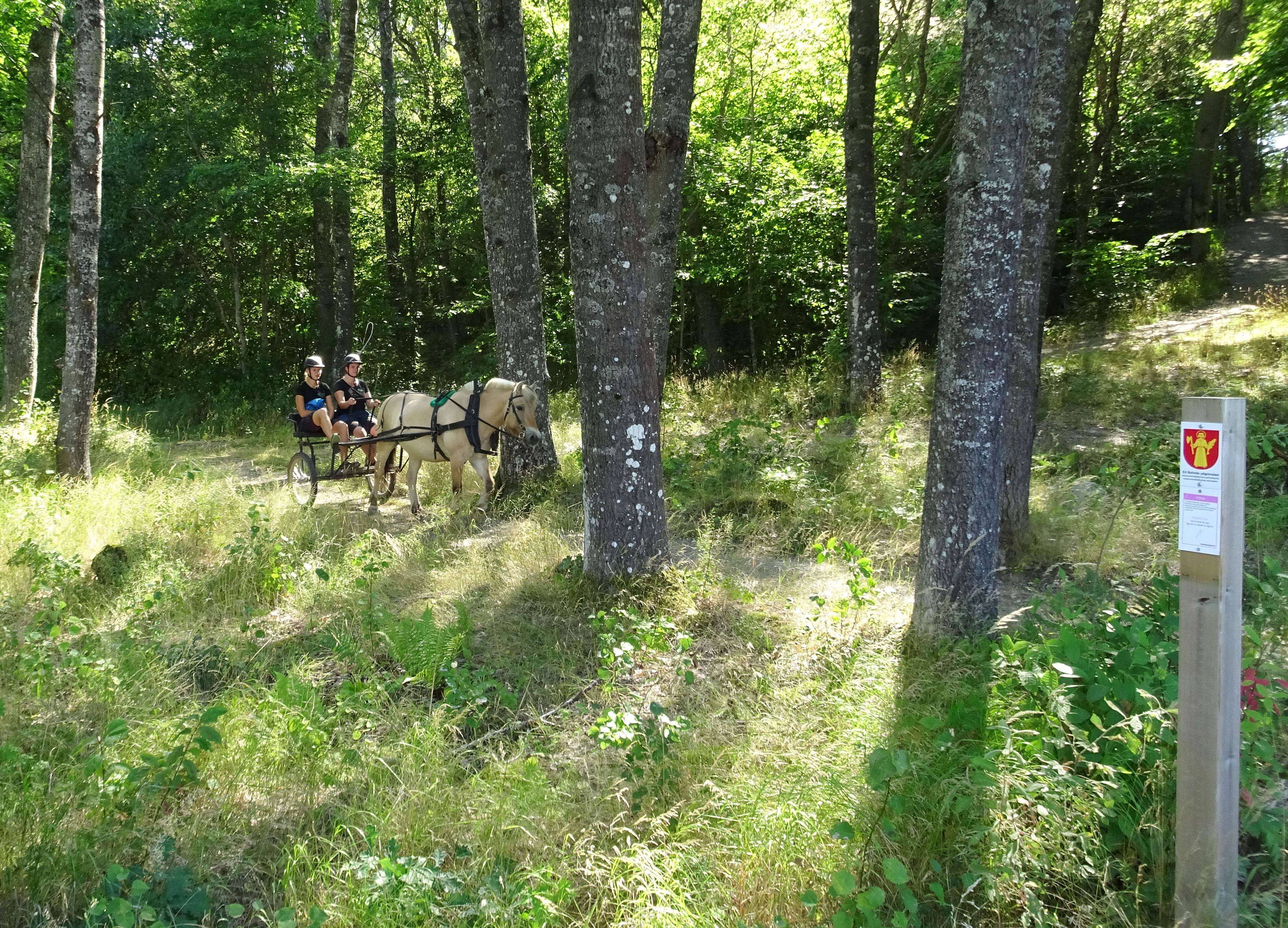
Meditationsplats "Frihet".
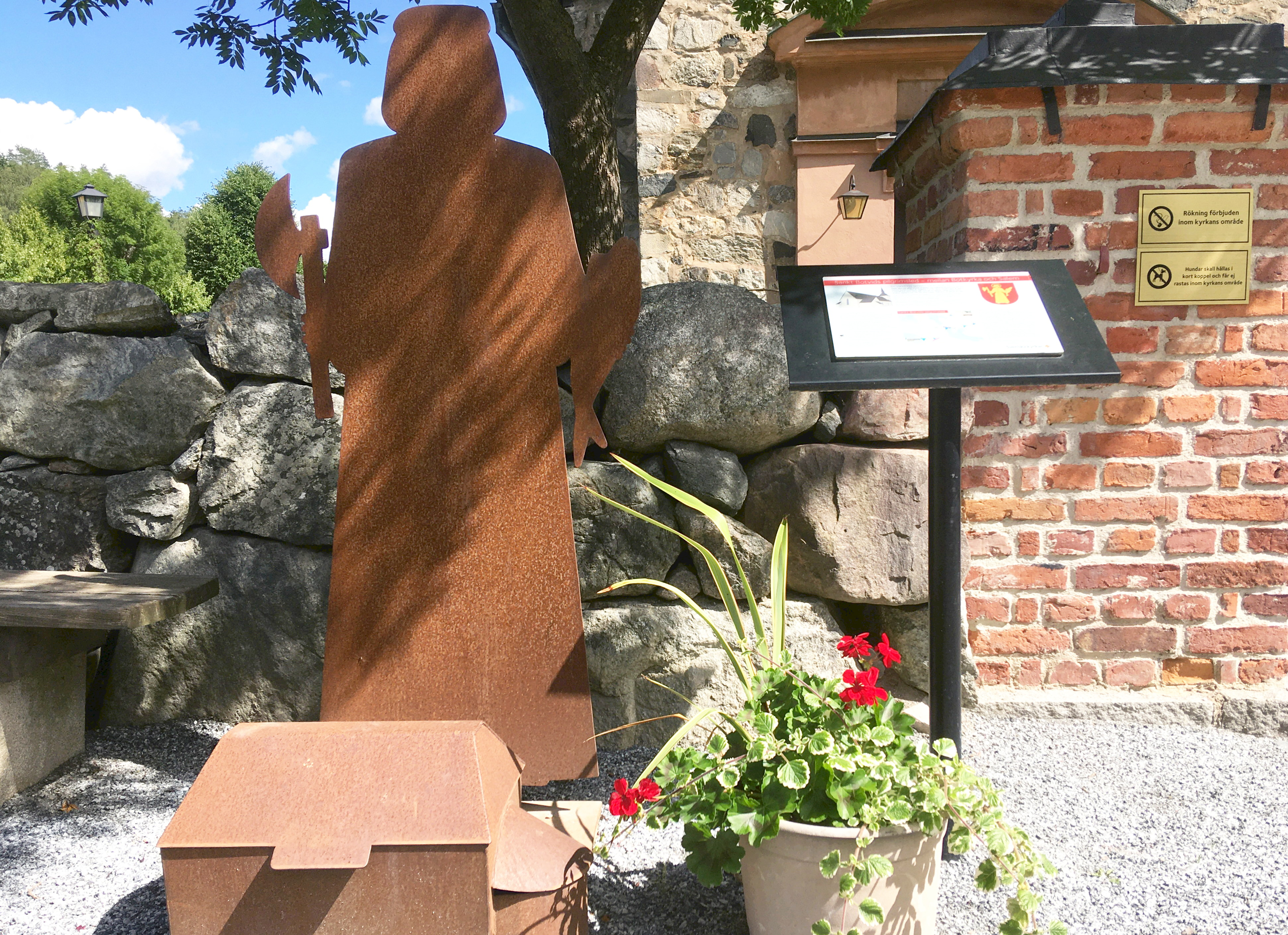
Karta och information vid Botkyrka kyrka.